# Long Boret
Long Boret, född 3 januari 1933 i provinsen Kandal, Kambodja, död 17 april 1975 i Phnom Penh, Kambodja, var en kambodjansk politiker.
Efter att ha varit informationsminister och utrikesminister under början av 1970-talet utsågs Long Boret till Kambodjas premiärminister den 9 december 1973. Han avrättades av röda khmererna 1975 sedan dessa intagit huvudstaden och störtat Lon Nol.